# Sint-Janskerk (Maastricht)
De Sint-Janskerk is een gotisch kerkgebouw in het centrum van de Nederlandse stad Maastricht. De protestantse Sint-Jan ligt gebroederlijk naast de rooms-katholieke Sint-Servaas aan het Vrijthof en vormt met die kerk een voor Nederland unieke 'kerkentweeling'.

## Geschiedenis
De Sint-Janskerk was in de middeleeuwen een van de vier parochiekerken van Maastricht. De kerk ontleent haar naam aan Johannes de Doper en werd rond 1200 gesticht door het kapittel van Sint-Servaas om als doop- en parochiekerk voor de Sint-Servaasparochie te fungeren. Hierdoor werd de Sint-Servaaskerk ontlast en kon deze uitsluitend als kapittel- en bedevaartkerk gaan functioneren. Op de zaterdagen voor Pasen en Pinksteren trokken de kanunniken van Sint-Servaas in processie naar de Sint-Jan om er het doopwater te wijden. Bij die gelegenheid zong het kerkkoor de kanunniken vanaf de eerste torentrans van de Sint-Jan toe. De Sint-Janskerk werd in 1218 voor het eerst genoemd. De huidige kerk stamt uit de 14e en het begin van de 15e eeuw. In 1414 werd de gotische doopkapel toegevoegd. De oorspronkelijke toren stortte op 8 juni 1366 in na een hevige storm. De huidige toren werd na een lang herstel in de tweede helft van de vijftiende eeuw voltooid met de bouw van de hoge lantaarn.
Na de inname van Maastricht door Frederik Hendrik in 1632, ging de kerk definitief over in protestantse handen, na al eerder korte tijd door de protestanten opgeëist te zijn. Vanaf eind 1633 was het de hoofdkerk van de Nederduits gereformeerden in Maastricht. De voormalige sacristie ging dienstdoen als consistoriekamer. De wandschilderingen met katholieke voorstellingen verdwenen onder een laag witte kalk en kwamen pas bij een restauratie begin 20e eeuw tevoorschijn. De Sint-Servaaskerk bleef wel katholiek na 1632. De verstandhouding tussen de protestantse en katholieke buren was niet altijd even harmonieus. In de 17e eeuw klaagde de kerkenraad van de Sint-Jan over het "wolvendansen", het wild beieren van de klokken van de Sint-Servaas om de preek in de Sint-Jan te verstoren. In 1659 ontstond een geschil tussen de kerkenraad en de beeldhouwer en ivoorsnijder Johannes Boissier over het marmeren grafmonument dat deze gemaakt had voor Margarita Elisabet Cabeliaeu-de Gryse, echtgenote van Jacob Cabeliaeu. De kerkenraad vond het monument, waarop beide echtelieden als figuur zouden worden afgebeeld, te katholiek.
De toren heeft niet altijd de markante rode kleur gehad; in geschriften wordt melding gemaakt van de kleuren geel (vroeg 18e eeuw) en wit (vroeg 19e eeuw). De kerk is meerdere keren gerestaureerd: in 1713 (door stadsarchitect Gilles Doyen), daarna in 1774 (toren hersteld en rood geschilderd), ca. 1800 (interieur gewit), in 1822 (toren hersteld en rood geschilderd) en in 1843-44 (interieur middenschip). In 1877-1885 volgde de grote restauratie o.l.v. Pierre Cuypers (o.a. torendak hersteld), gevolgd in 1909-1912 door de restauratie o.l.v. Willem Sprenger (Vrijthof-ingang dichtgemetseld, doopkapel hersteld). In 1967 en in de periode 1981-1985 ten slotte werd de kerk opnieuw gerestaureerd o.l.v. Waalko Dingemans (in 1967 het interieur; later de toren, kosten 4,3 miljoen gulden). Tijdens deze laatste restauratie werd in 1983 de toren opnieuw rood geverfd.

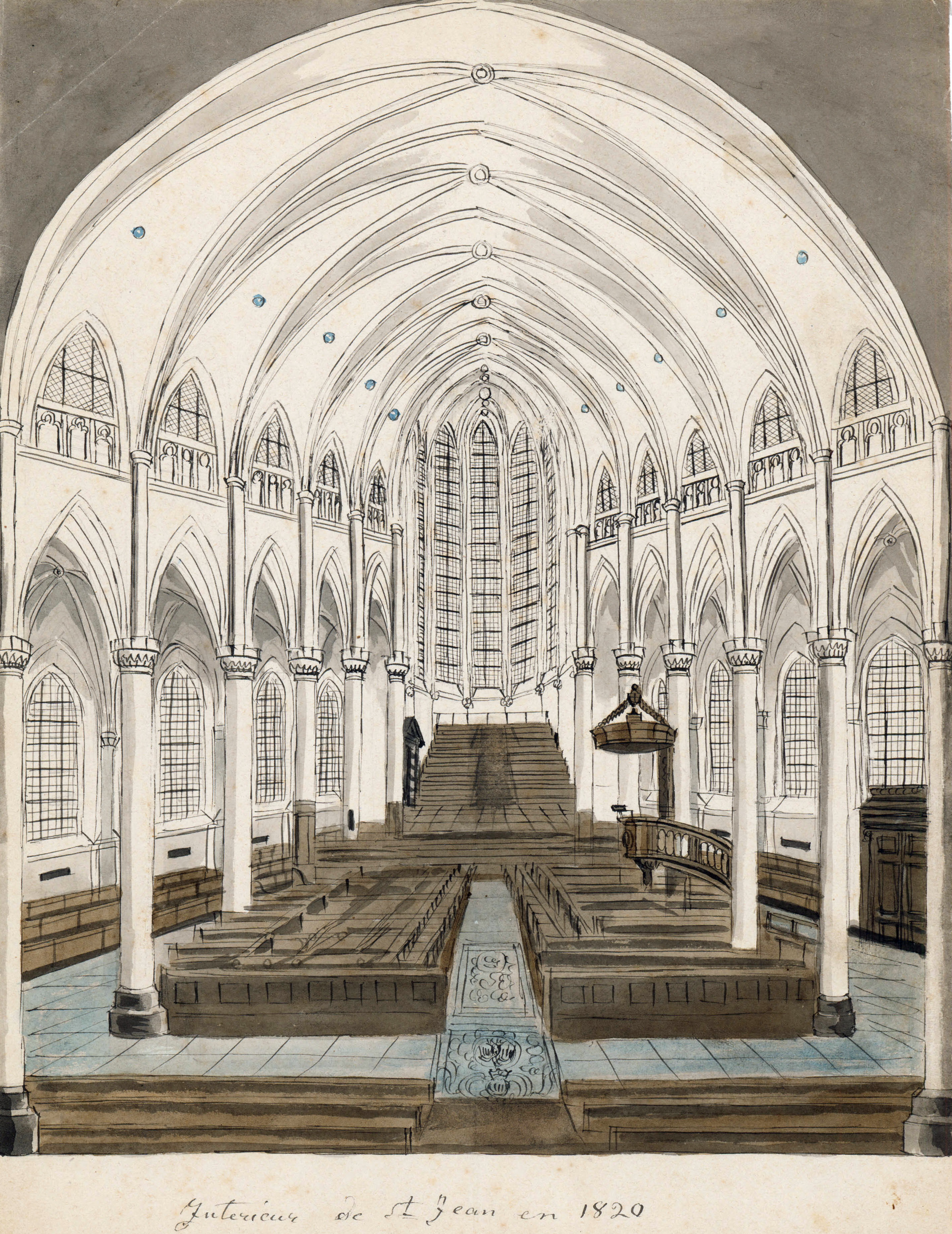
Interieur in 1820 (Philippe van Gulpen)
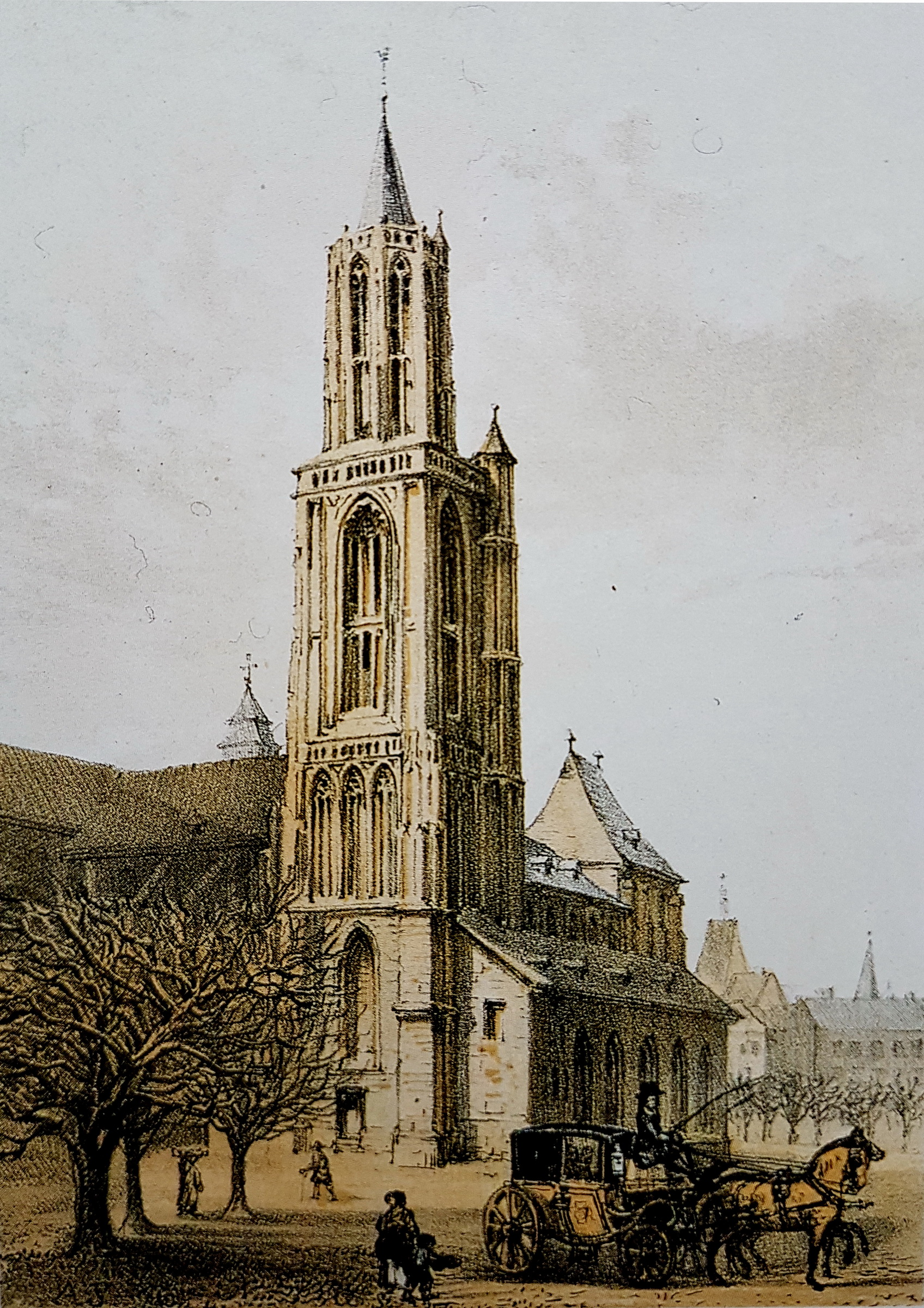
Kerktoren midden 19e eeuw (Alexander Schaepkens)
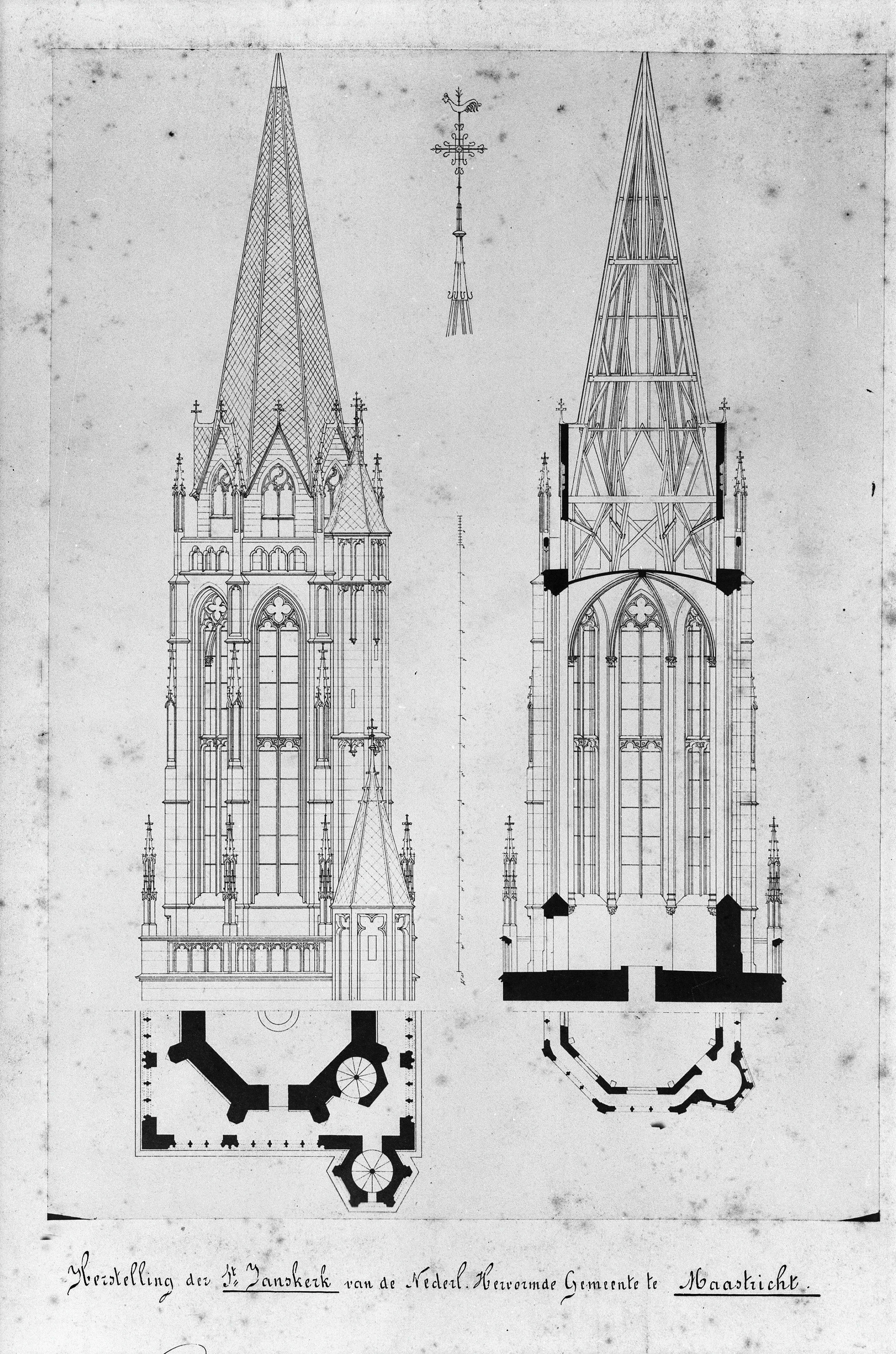
Restauratietekening toren, ca. 1870 (Pierre Cuypers)
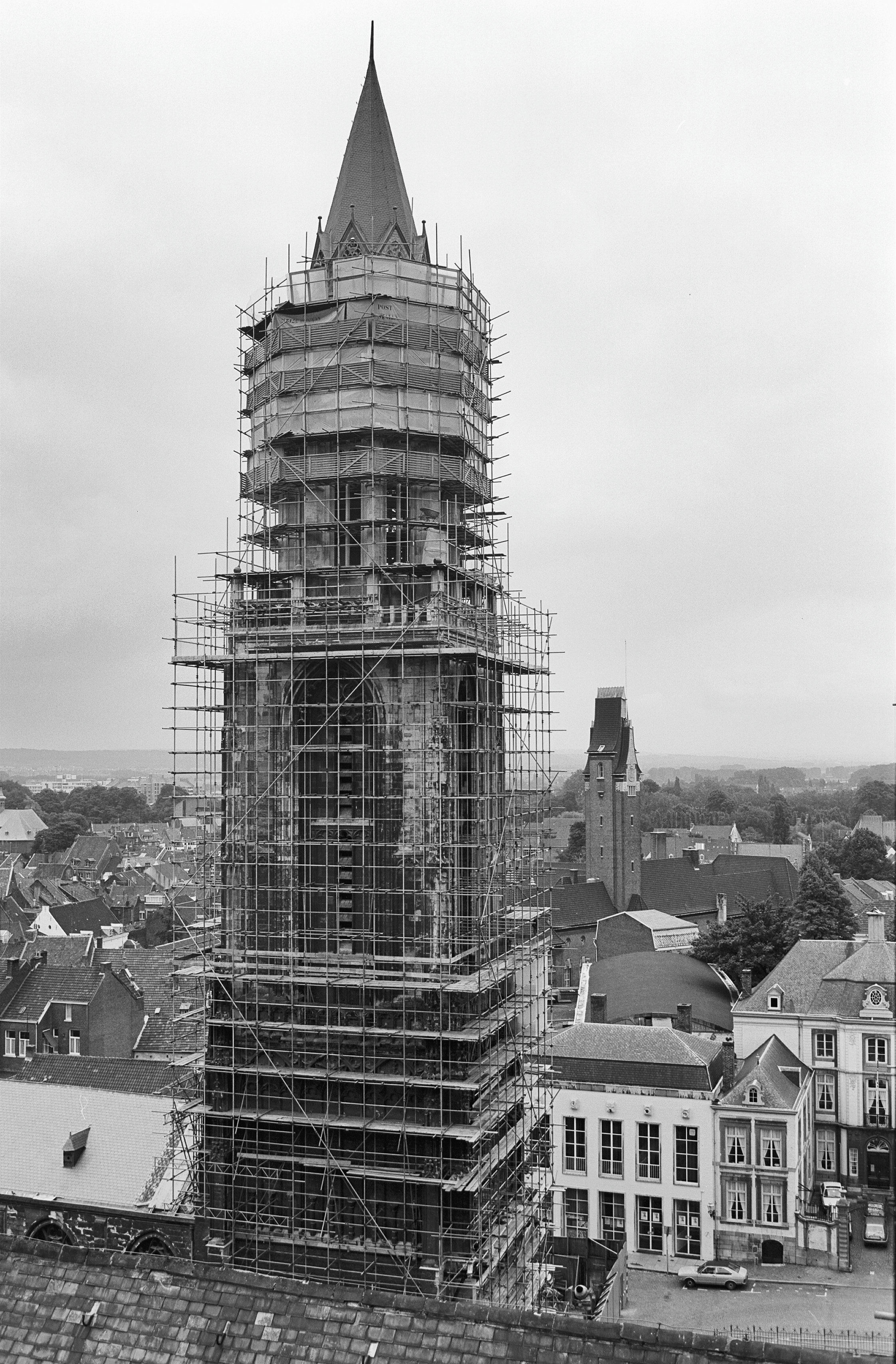
Torenrestauratie in 1982
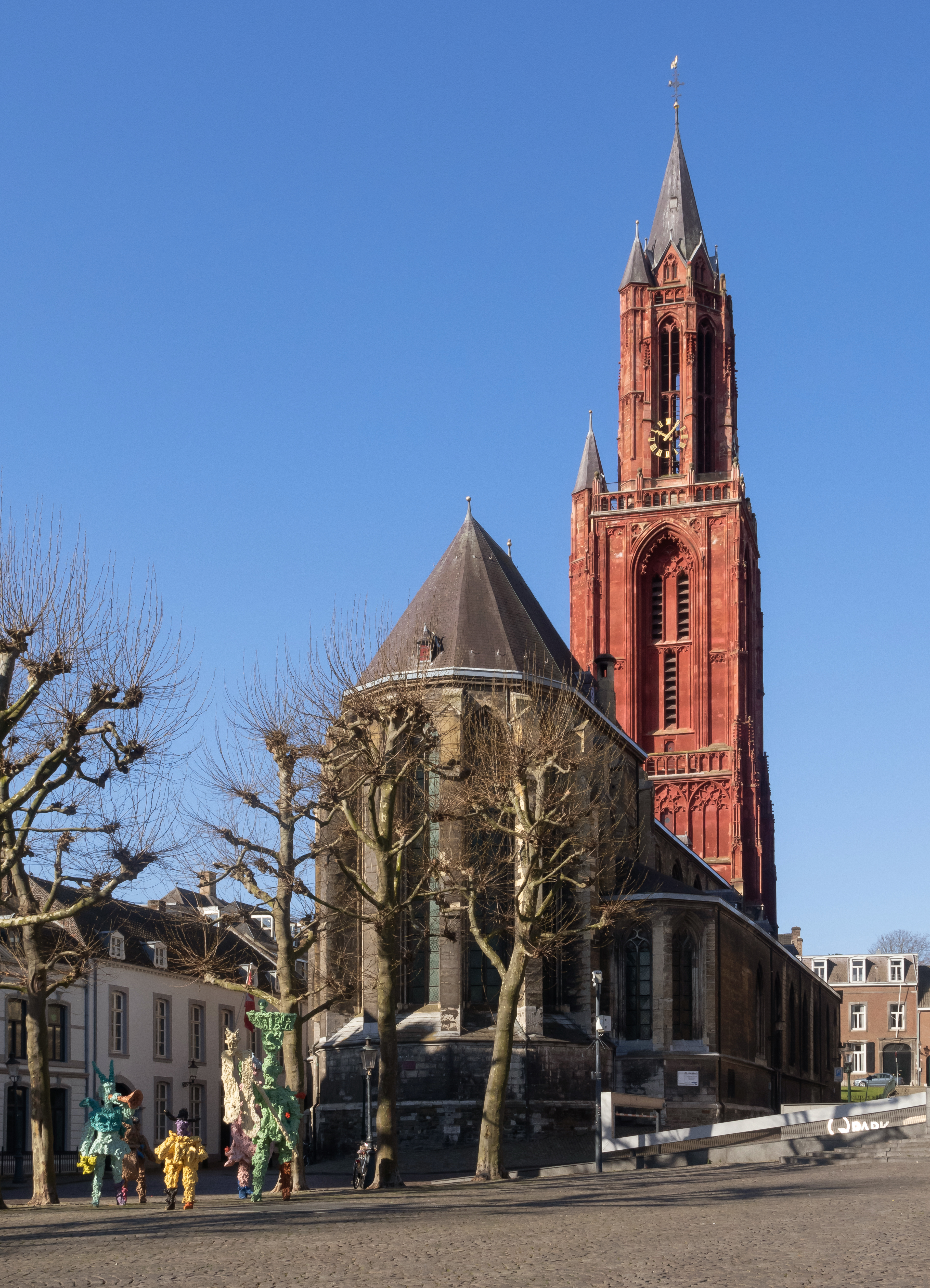
Sint-Janskerk in 2022

## Huidig gebruik

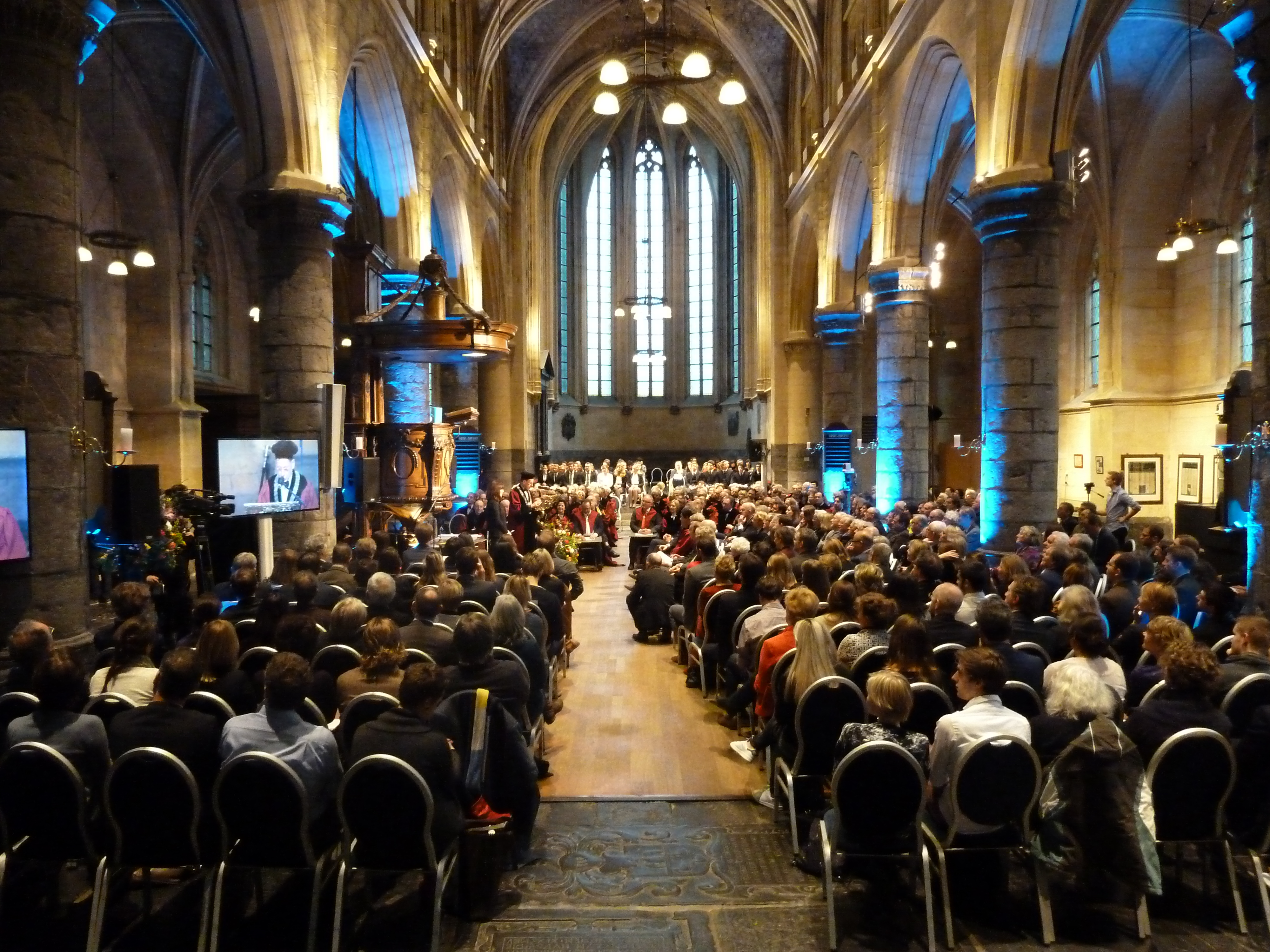
Dies-viering Universiteit Maastricht

De Sint-Janskerk is in gebruik als kerkgebouw van de Protestantse Gemeente Maastricht-Heuvelland, een kerkgemeenschap van de Protestantse Kerk in Nederland (PKN). De PKN ontstond in 2004 door een fusie van de Nederlandse Hervormde Kerk en de Gereformeerde Kerken in Nederland. Dit laatste kerkgenootschap had tot 1990 een eigen kerkgebouw in Maastricht (de Sterrepleinkerk), maar de van oorsprong Hervormde Sint-Janskerk werd uiteindelijk de hoofdkerk van de Samen op Weg-, later PKN-gemeente.
In de kerk vinden regelmatig concerten plaats, onder andere tijdens het jaarlijkse festival voor religieuze muziek Musica Sacra. Rond 9 januari vindt er de dies-viering van de Universiteit Maastricht plaats. In maart, tijdens de internationale kunstbeurs TEFAF, wordt er een beurs van antieke boeken en prenten gehouden.
De kerk is in de zomer (Pasen tot einde herfstvakantie) dagelijks te bezichtigen, behalve op zondagen, omdat er dan kerkdiensten plaatsvinden. In de zomer kan tevens de bijna 80 meter hoge toren (de hoogste van Maastricht) worden beklommen. De hoofdingang van de kerk bevindt zich aan het Henric van Veldekeplein.

## Beschrijving

### Exterieur

#### Kerkgebouw
De Sint-Janskerk is een van de zeven Maasgotische kerken en kapellen in het centrum van Maastricht. De kerk is gebouwd in mergelsteen op een onderbouw van kolenzandsteen en hardsteen. De kerk bestaat uit een driebeukig basilicaal schip uit het begin van de 14e eeuw en een koor uit de late 14e eeuw. De doopkapel en sacristie zijn 15e-eeuws.

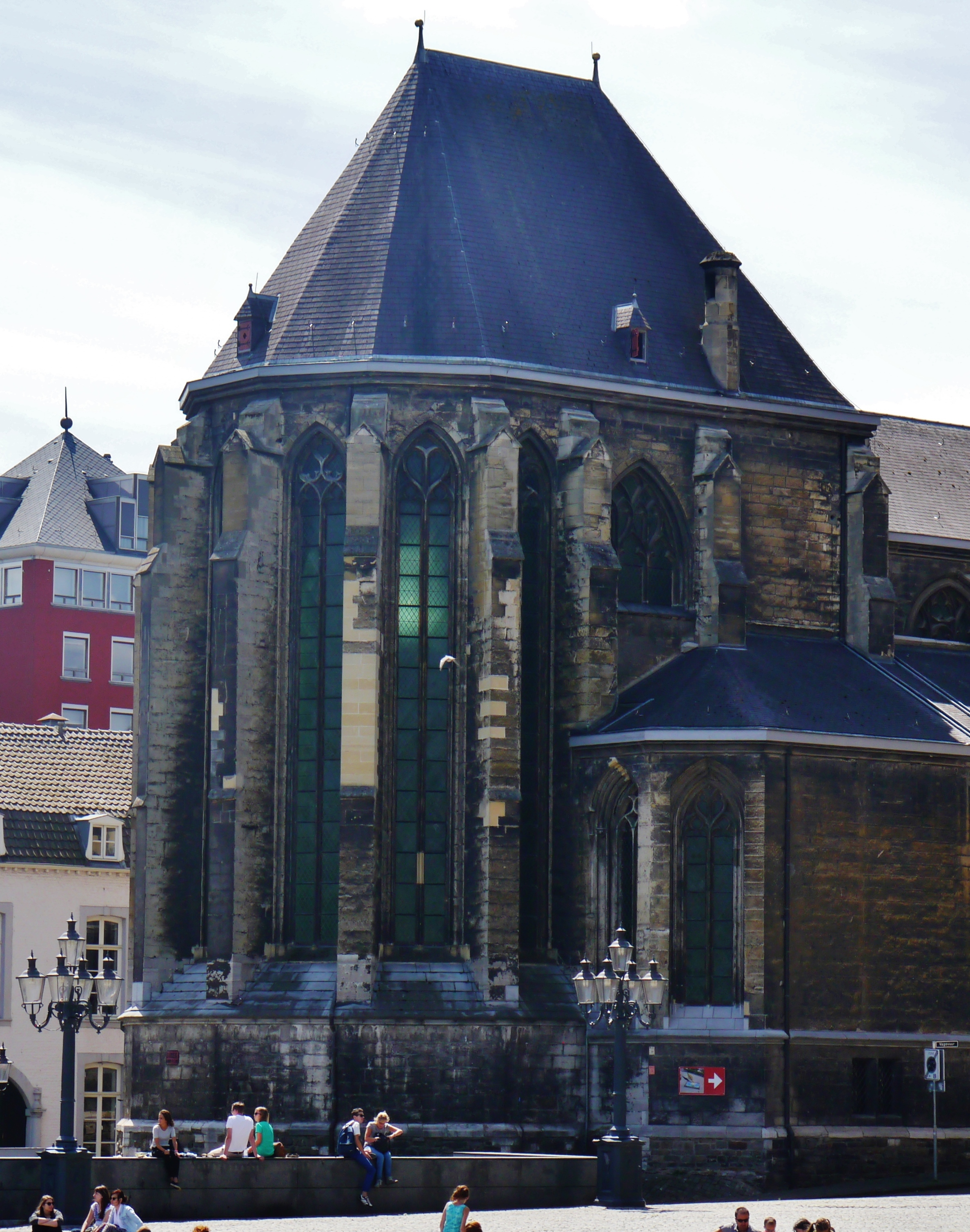
Koor vanuit het noorden
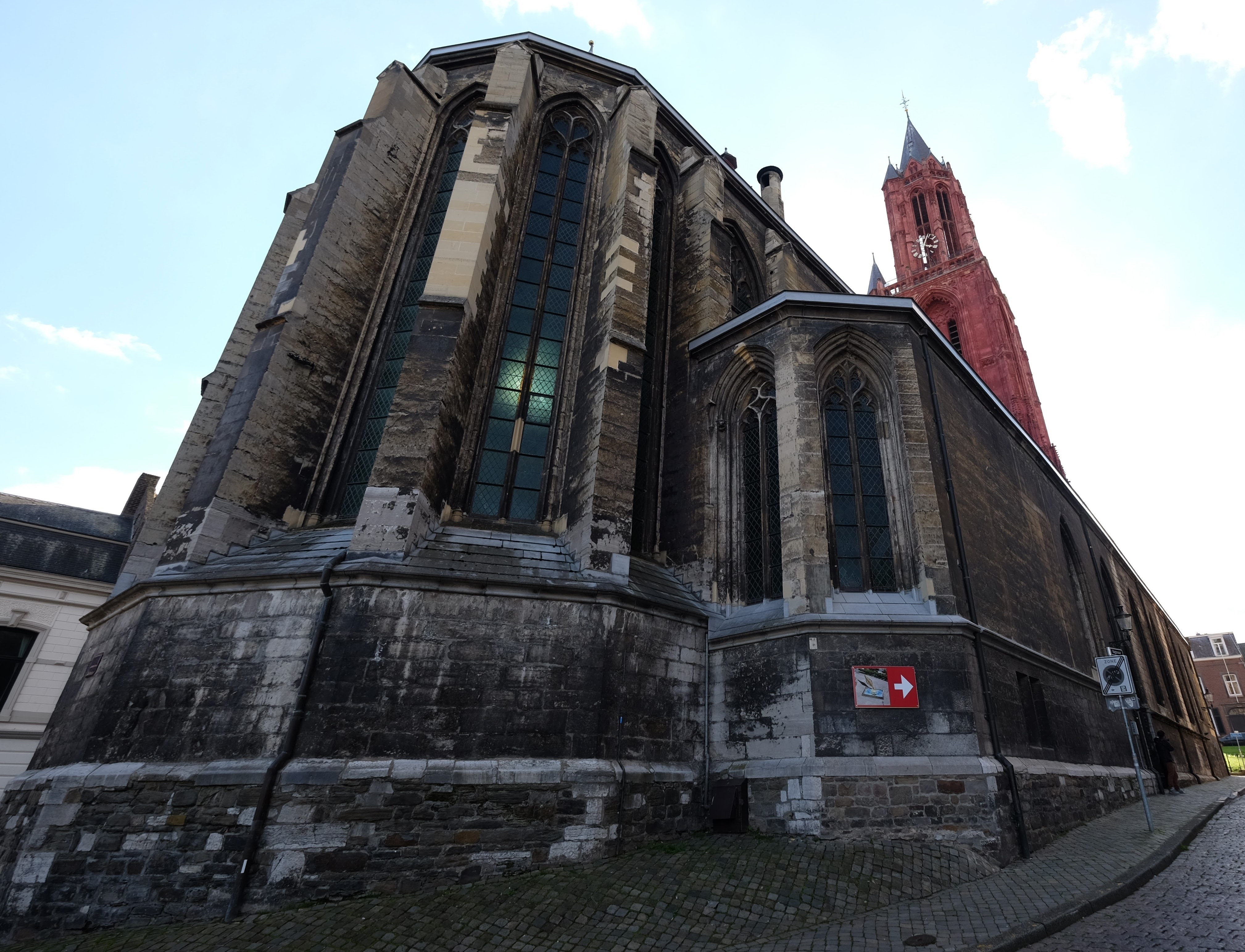
Koor en noorderbeuk
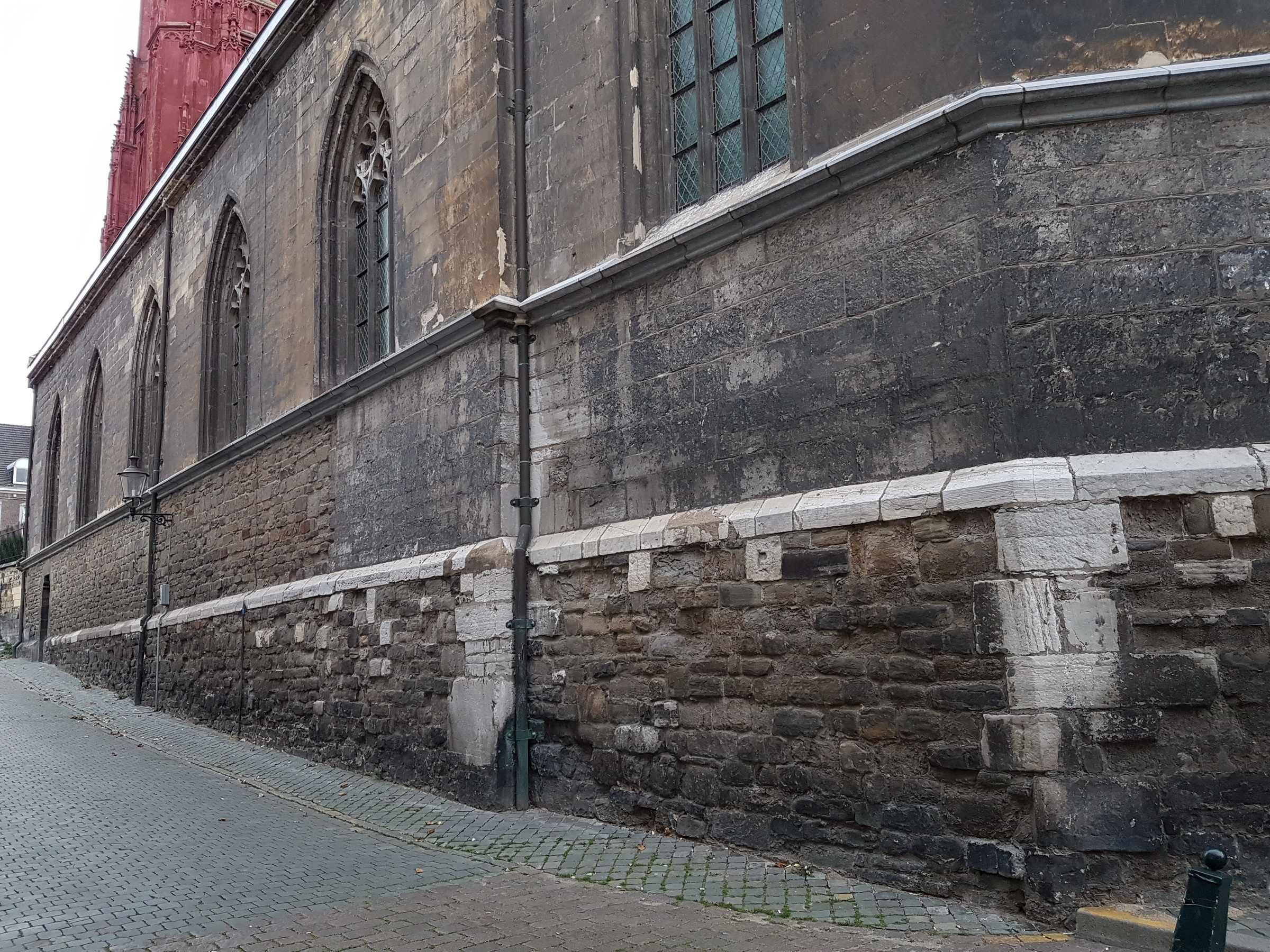
Zuiderbeuk
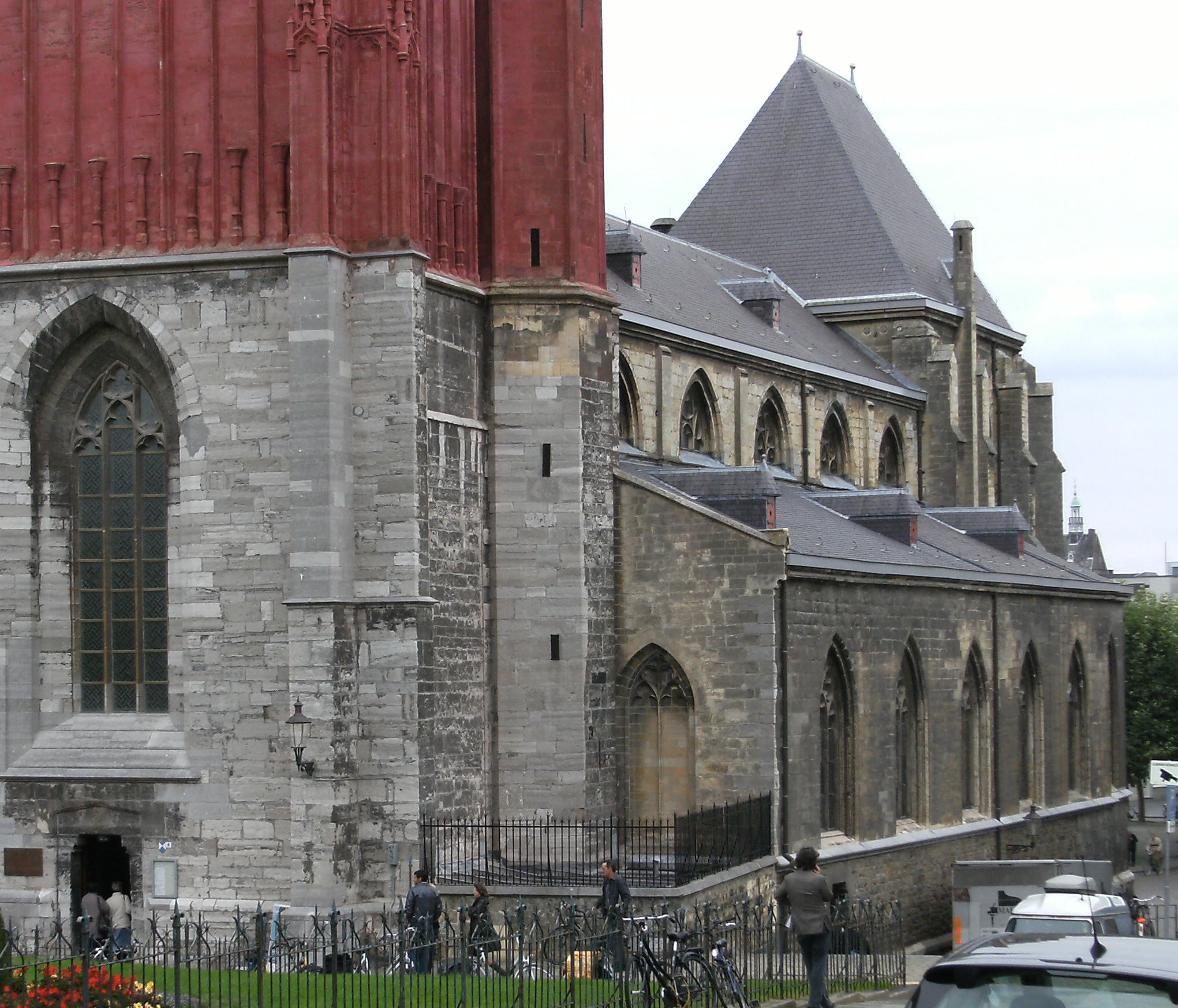
Zicht uit het westen

#### Toren
Kenmerkend voor de kerk is de 79 meter hoge, roodgeschilderde toren, waarvan de bovenbouw invloeden vertoont van de Domtoren in Utrecht. De onderbouw dateert uit begin 14e eeuw; de rest van de toren, waaronder de slanke, achtkantige lantaarn, uit het midden van de 15e eeuw. De mergelstenen kroon en torenspits dateren uit de tijd van de restauraties door Cuypers (1877). In de toren bevindt zich een 15e-eeuwse houten klokkenstoel met een klok uit 1687, gegoten door Johannes en Josephus Plumere uit Hoei. Een kleine klok, de zgn. poortklok, werd vroeger dagelijks geluid om de stadspoorten te laten openen en sluiten, maar werd in 1943 door de Duitse bezetters geroofd. In 1997 werd de kerktoren voorzien van een nieuw uurwerk. De weerhaan is in 1984 ontworpen door Frans Gast.

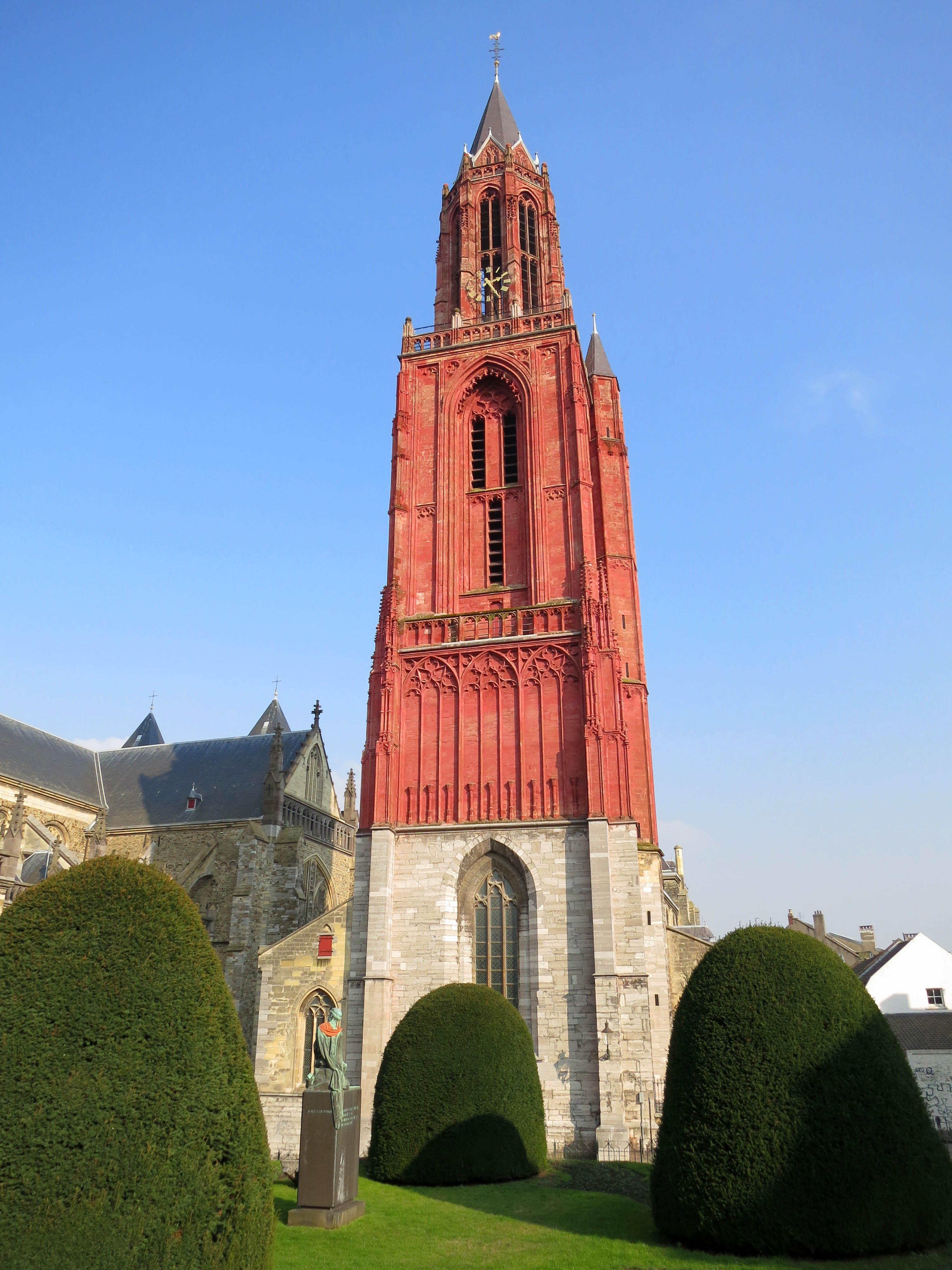
Toren uit het westen
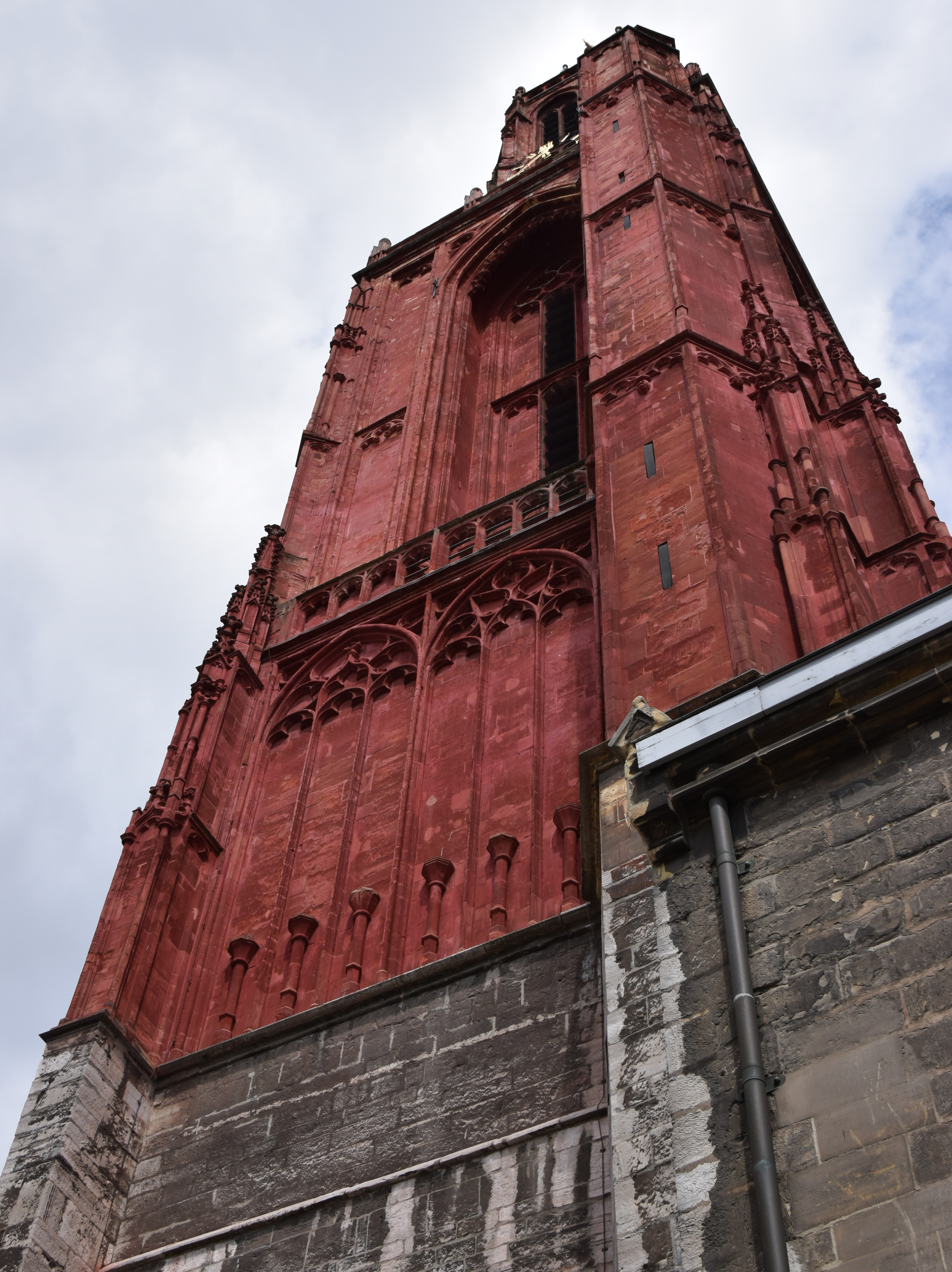
Idem uit het zuiden
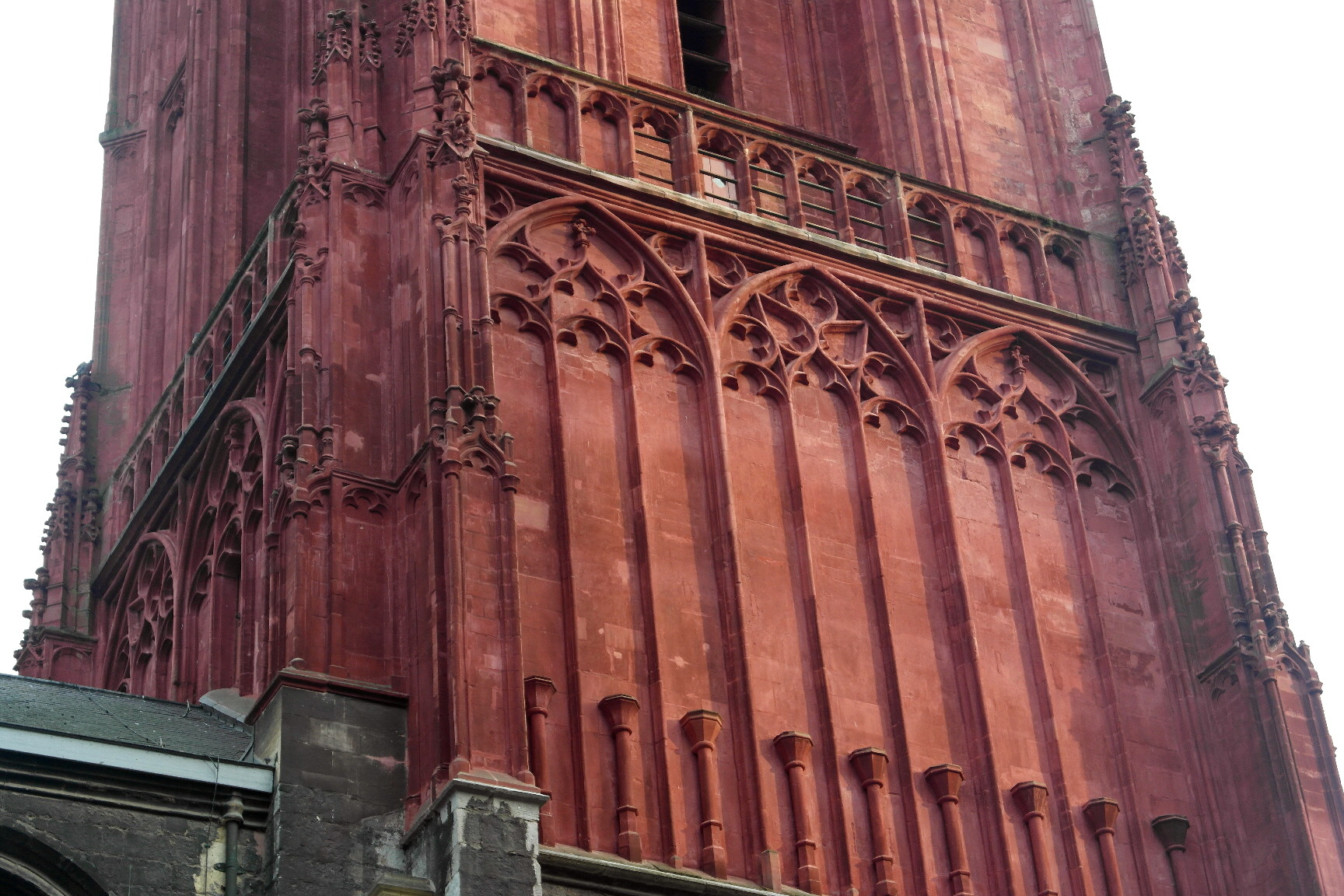
Detail blindtracering
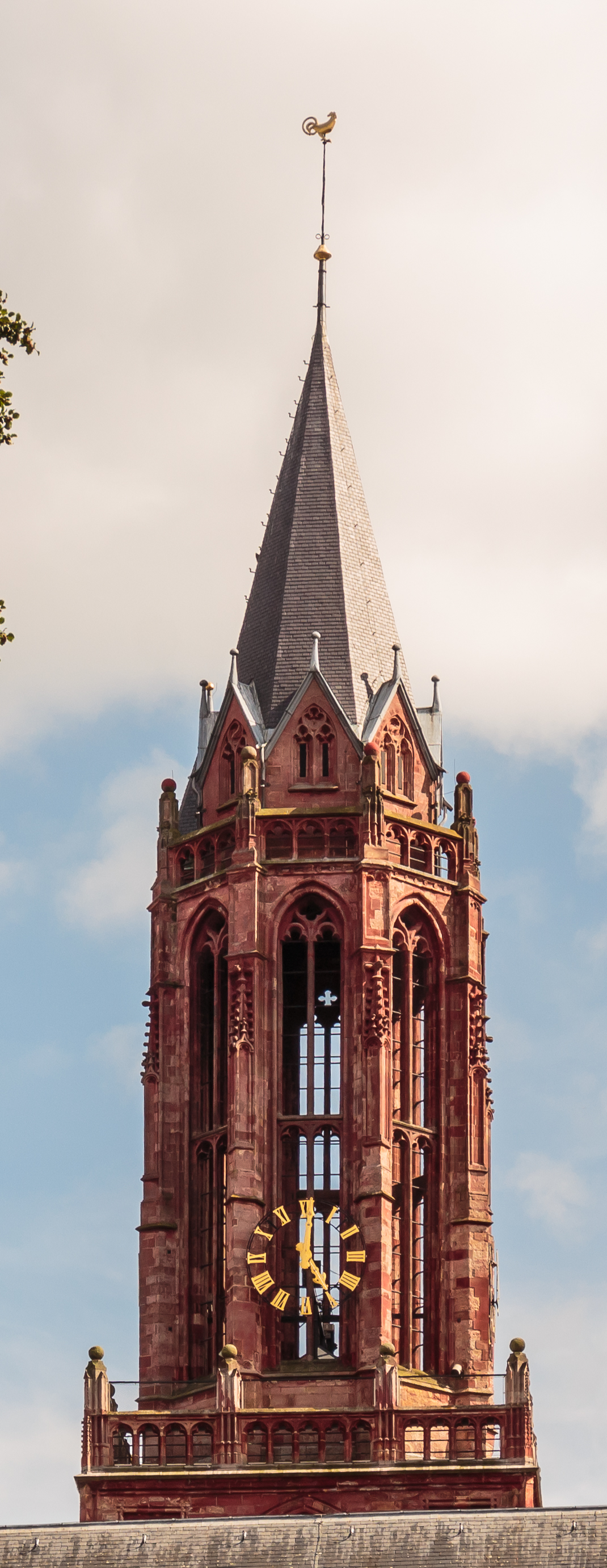
Detail lantaarn en torenspits

### Interieur

#### Architectuur, beeldhouwwerk en schilderingen
Het interieur wordt gedekt door een kruisribgewelf. De acht ronde, hardstenen zuilen hebben kapitelen met een gestileerd bladmotief. Opvallend zijn de gepolychromeerde kraagstenen met afbeeldingen van de twaalf apostelen, bisschoppen en engelen. Enkele muurschilderingen, die begin 20e eeuw onder de witkalk vandaan kwamen, herinneren aan het katholieke verleden van de kerk, waaronder een Lam Gods met kruisvaan in het koor en een voorstelling van Christus als Salvator Mundi op een zuil. Verder bevinden zich in de kerk enkele gebeeldhouwde grafmonumenten in zwart en wit marmer, en ongeveer 90 hardstenen grafzerken, waarvan de oudste uit 1354 dateert.

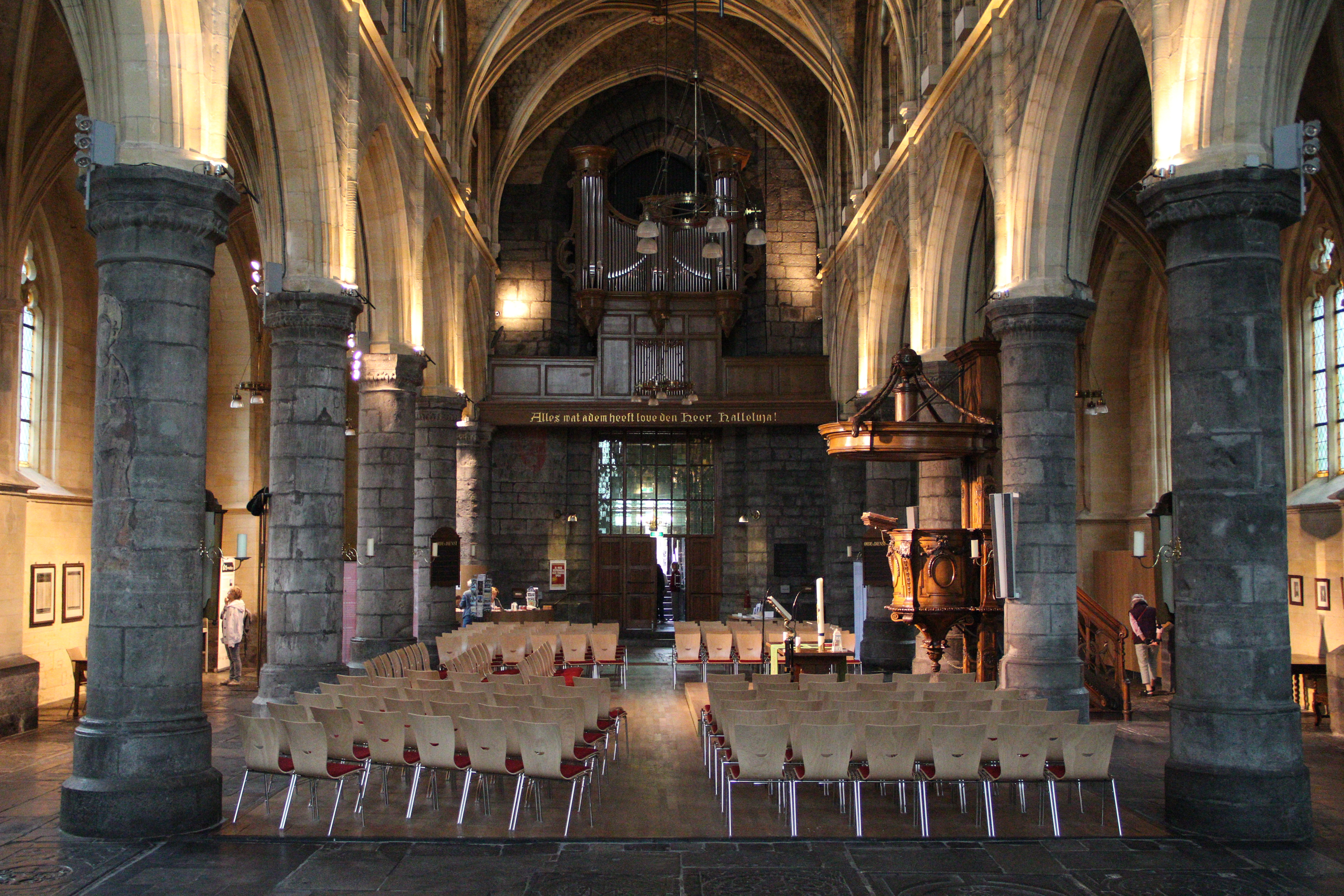
Interieur naar het westen
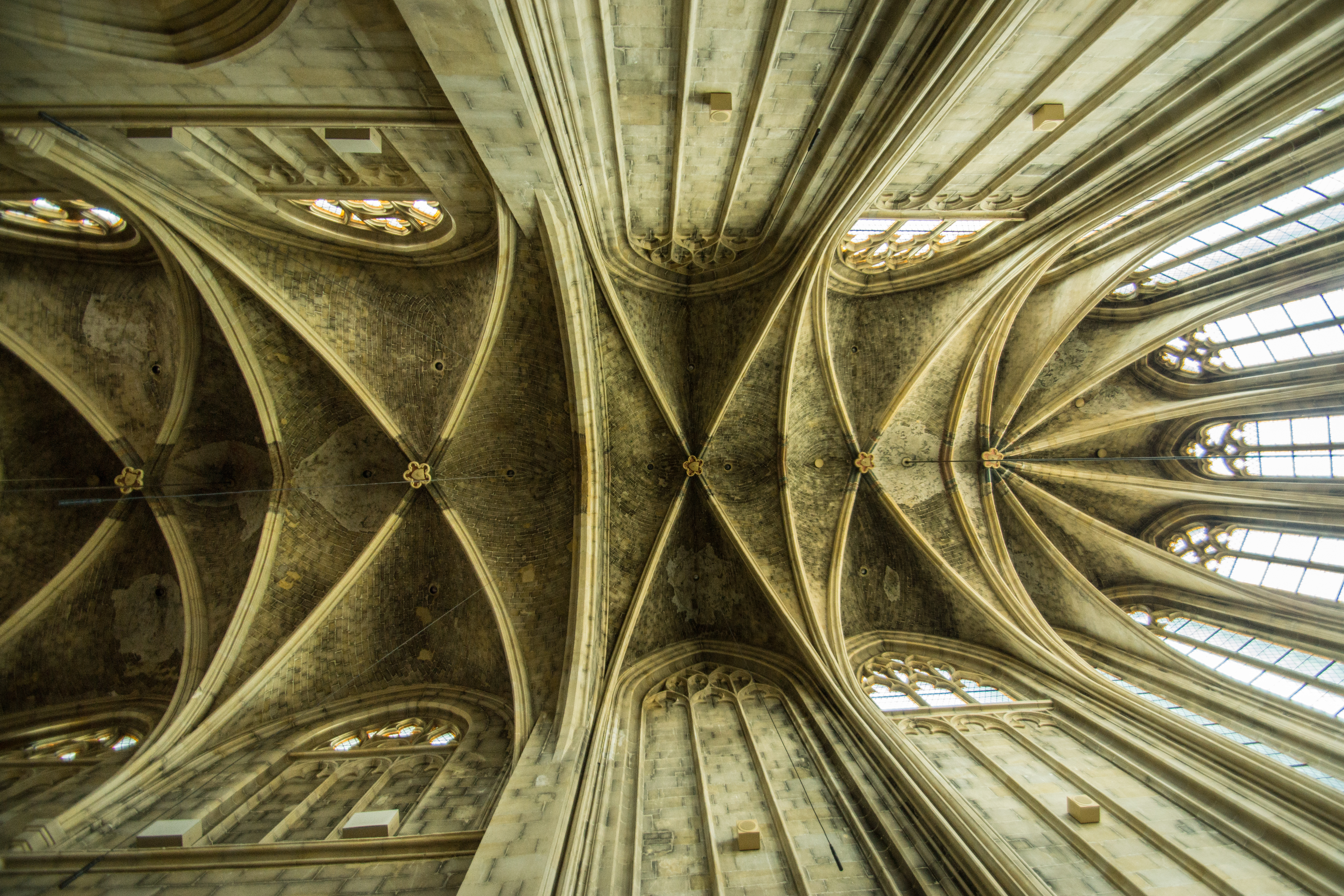
Koorgewelf
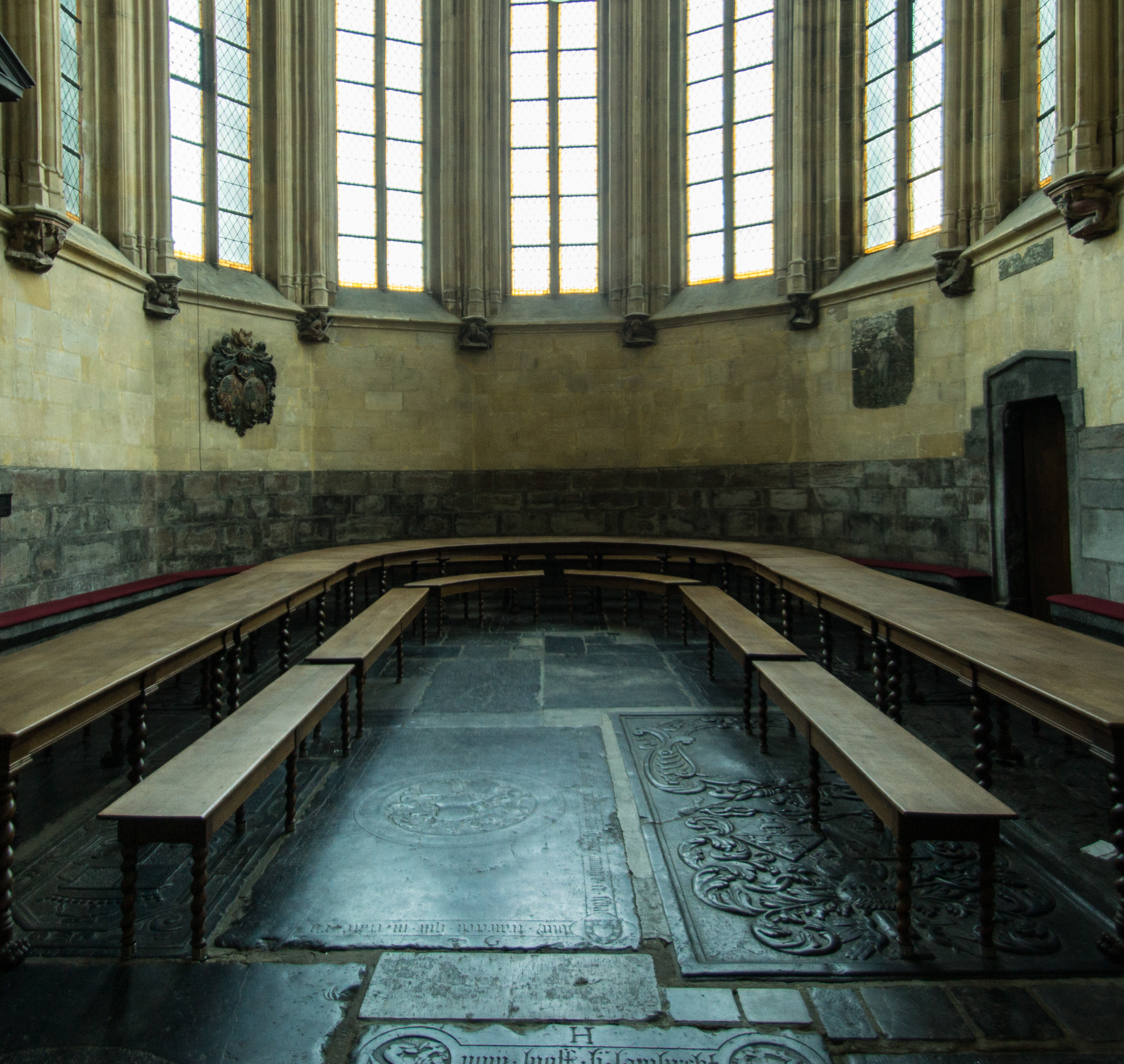
Koor met kraagstenen en grafzerken
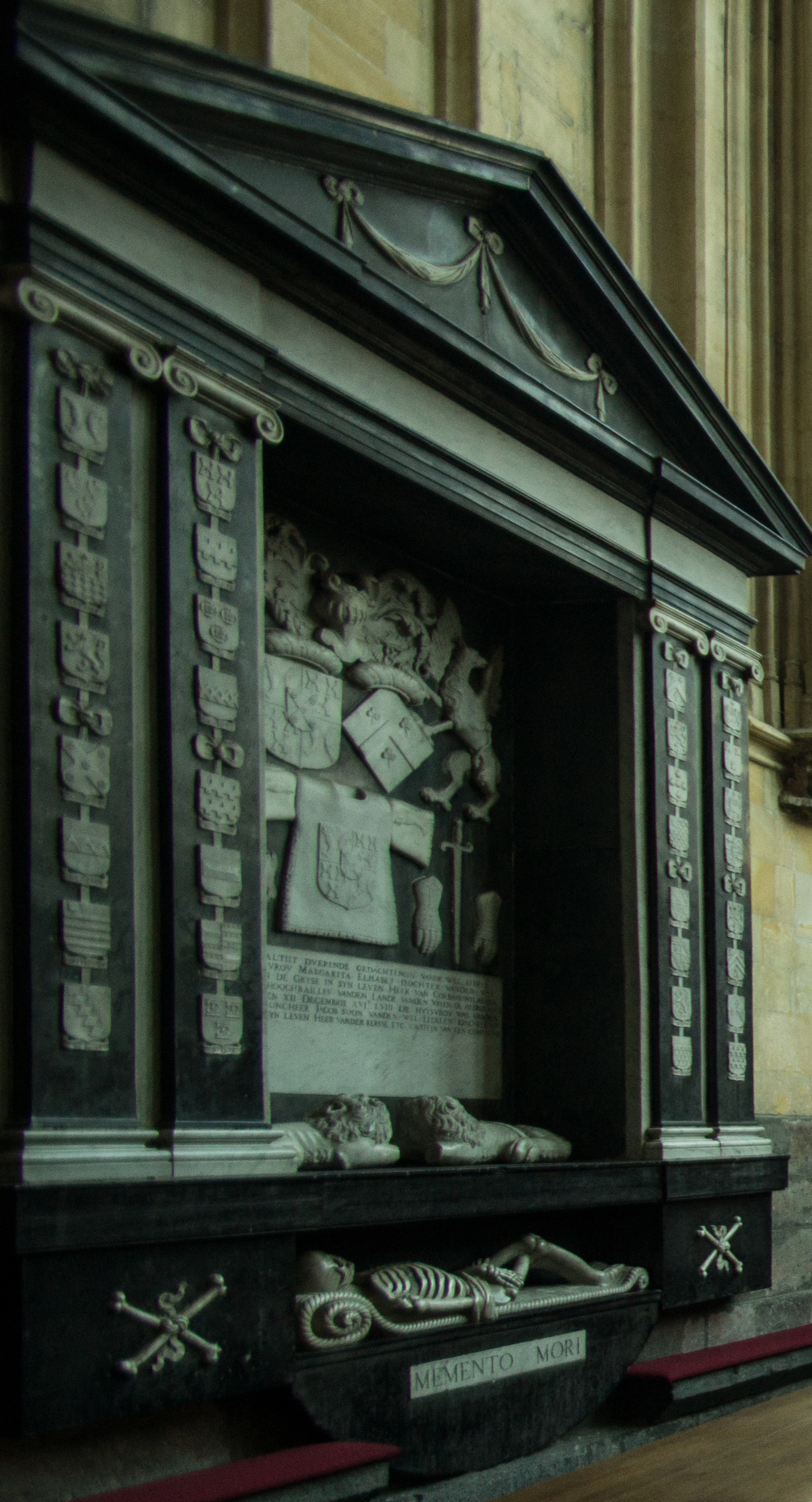
Grafmonument Margarite Cabeliaeu

#### Kerkmeubilair
Van het meubilair kunnen genoemd worden een 17e-eeuwse koperen lezenaar, een preekstoel in Lodewijk XVI-stijl uit 1779, enkele 18e-eeuwse stoelen (in de torenkamer) en een kast (in de consistoriekamer) in Luiks-Akense meubelstijl en een 19e-eeuws marmeren doopvont.

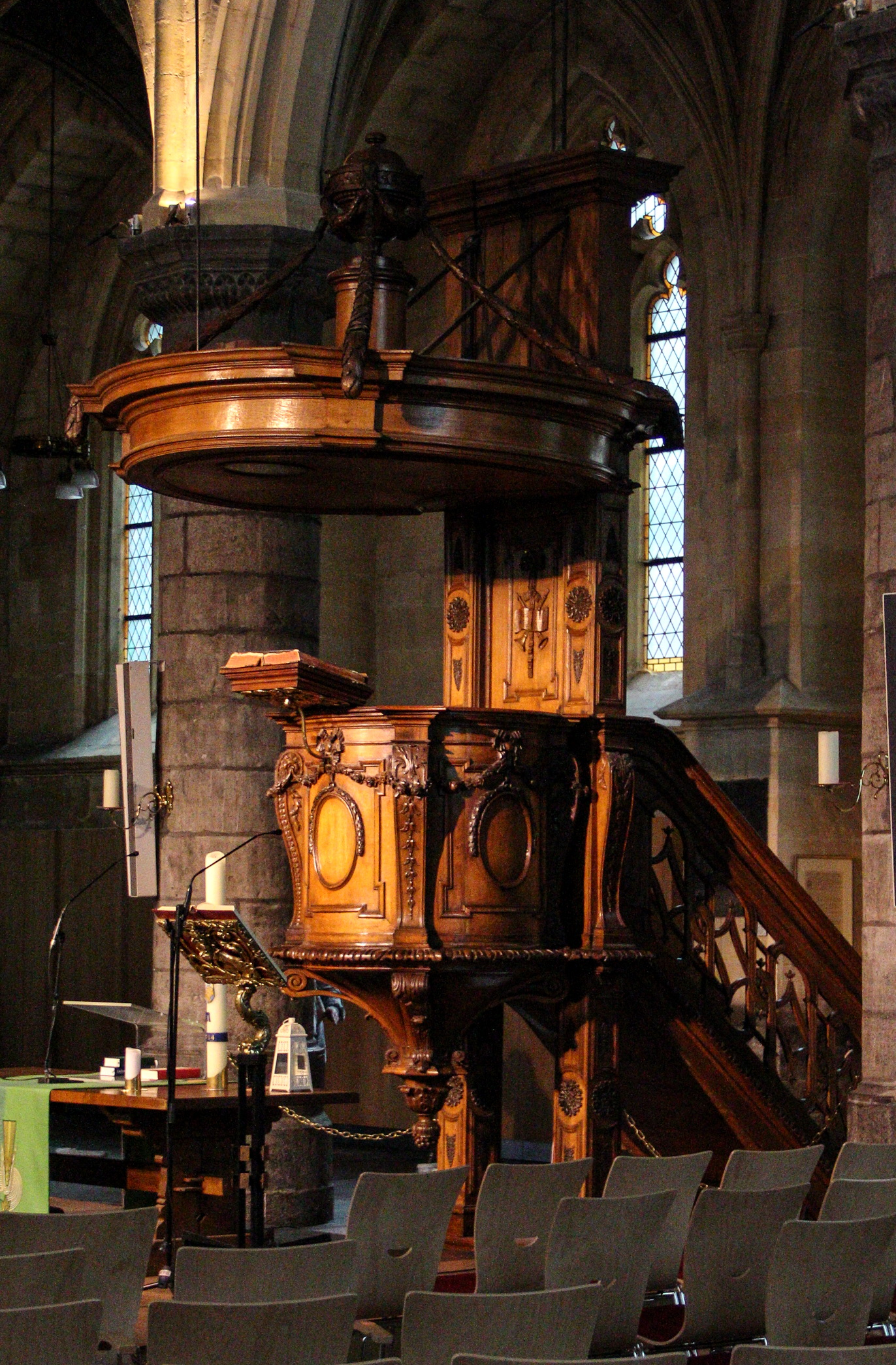
Barokke preekstoel
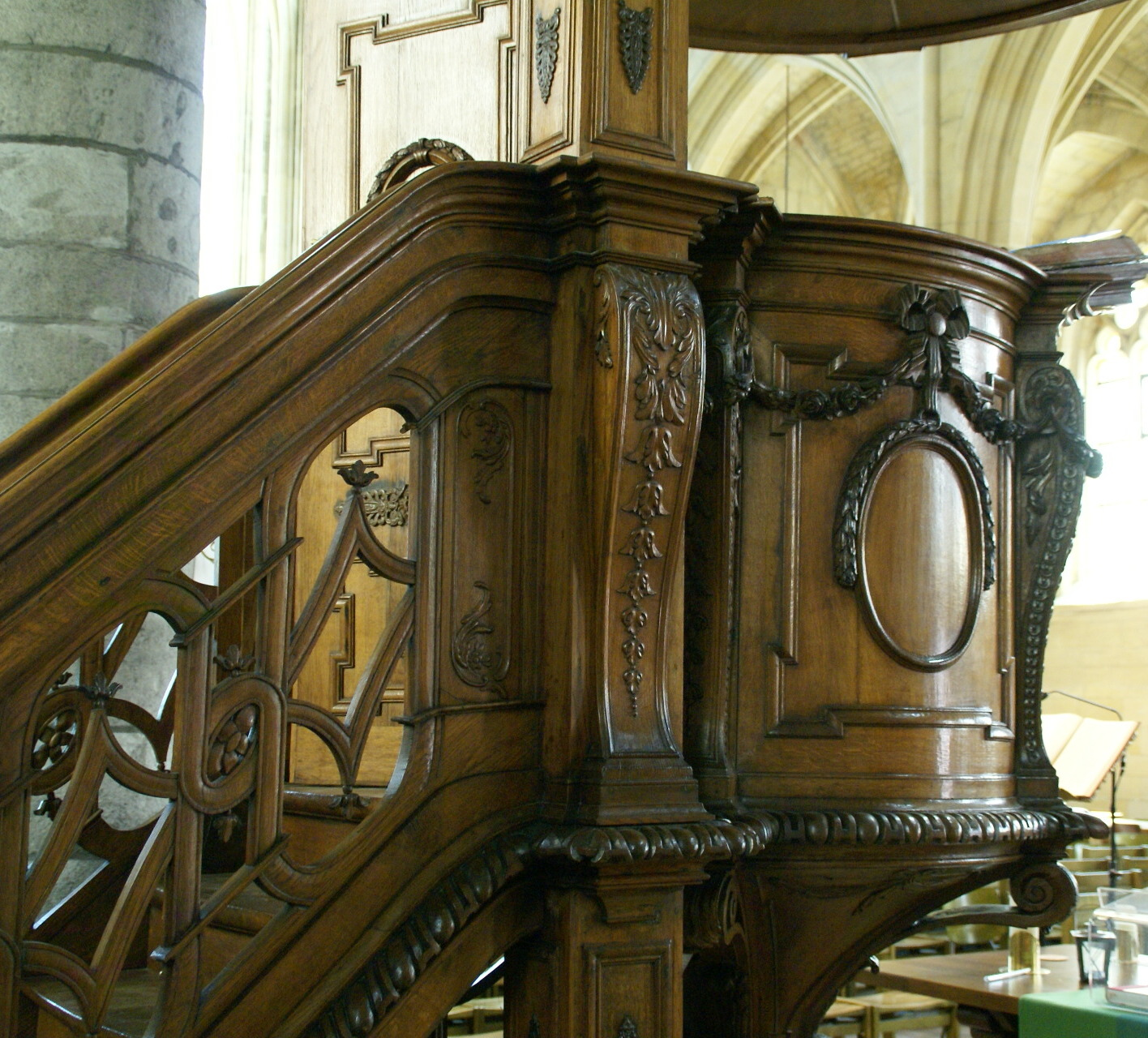
Detail preekstoel
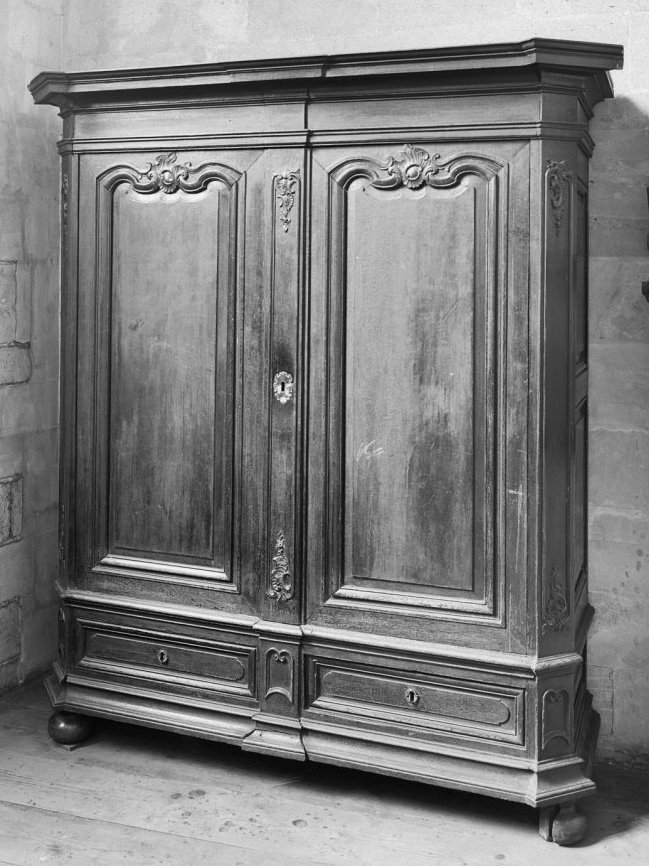
Kast
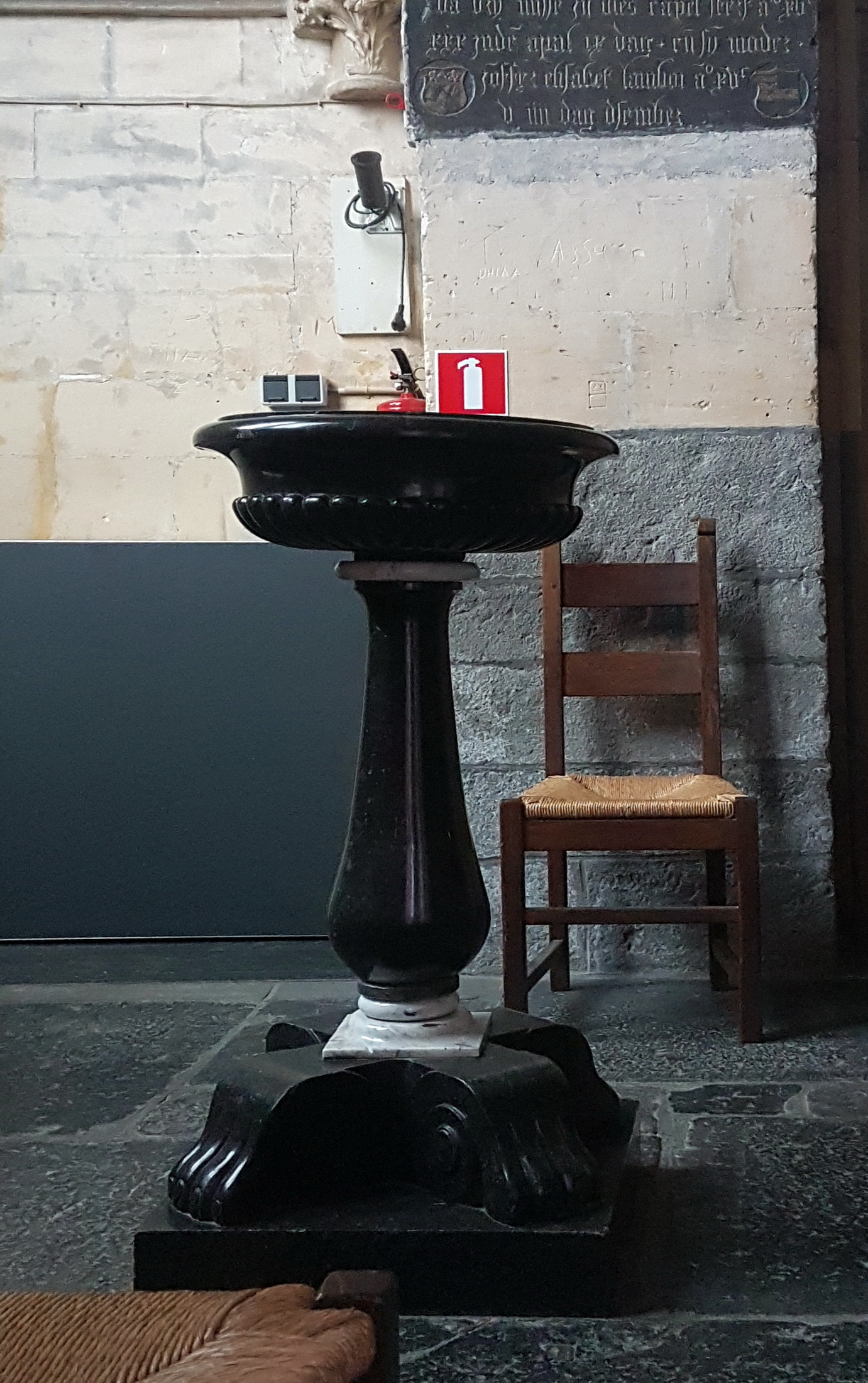
Doopvont

#### Orgel

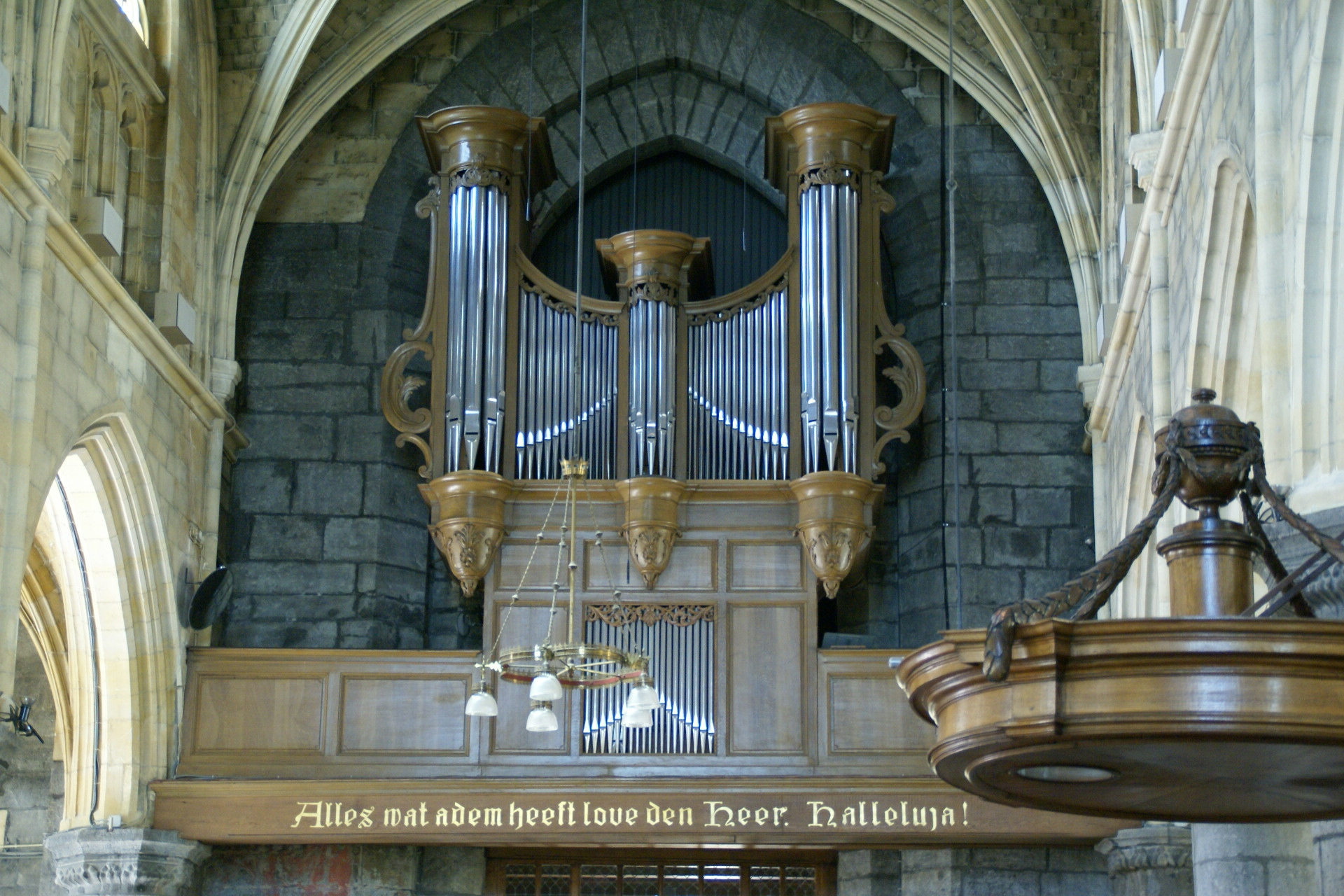
Orgeltribune met Verschueren-orgel

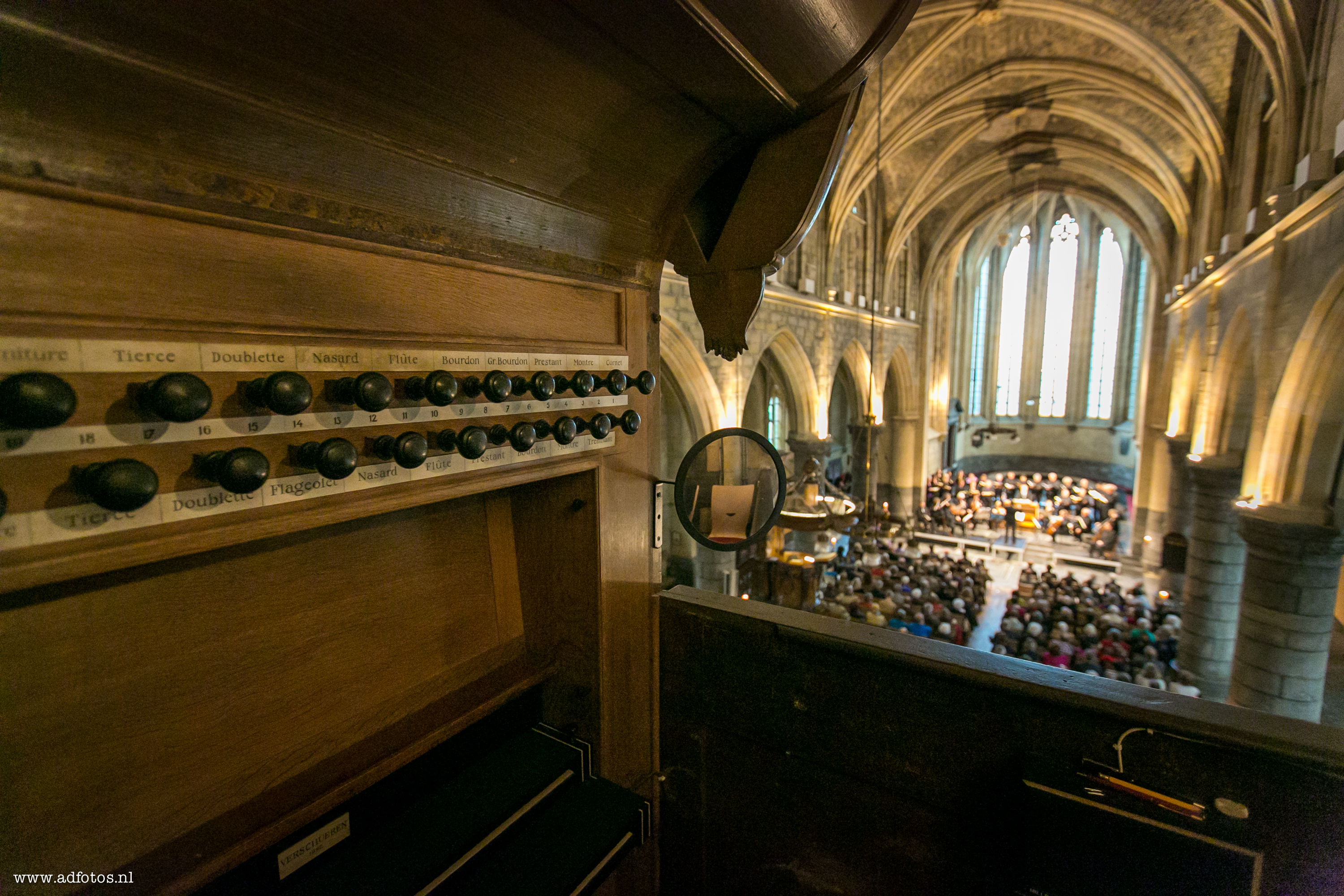
Het orgel tijdens een concert

De Sint-Janskerk heeft door de jaren heen verschillende orgels gehad. Het huidige orgel werd in 1992 door de firma Verschueren gebouwd met gebruikmaking van de orgelkast uit 1780. De dispositie luidt als volgt:
| I Grand Orgue C– |       |  |
| Grand Bourdon    | 16′   |  |
| Montre           | 8′    |  |
| Bourdon          | 8′    |  |
| Prestant         | 4′    |  |
| Flûte            | 4′    |  |
| Nasard           | 2/3′  |  |
| Doublette        | 2′    |  |
| Tierce           | 13/5′ |  |
| Fourniture       | IV    |  |
| Cornet           | IV    |  |
| Trompette        | 8′    |  |
| Clairon          | 4′    |  |

| II Positif C– |       |  |
| Montre        | 8′    |  |
| Bourdon       | 8′    |  |
| Prestant      | 4′    |  |
| Flûte         | 4′    |  |
| Nasard        | 2/3′  |  |
| Doublette     | 2′    |  |
| Flageolet     | 2′    |  |
| Tierce        | 13/5′ |  |
| Fourniture    | III   |  |
| Cromorne      | 8′    |  |

| Pédale C– |     |
| Soubasse  | 16′ |
| Flûte     | 8′  |
| Bombarde  | 16′ |